# Десмотропія
Десмотропія (рос. десмотропия, англ. desmotropism) — таутомерія, коли швидкість встановлення таутомерної рівноваги дуже мала, що дає можливість препаративного виділення таутомерів. Наприклад, десмотропами називали енольну і кетонну форми етилацетату. Термін виходить з ужитку.